# Балашов, Евгений Борисович
Балашов Евгений Борисович (10 марта 1964, Москва) — руководитель Государственного бюджетного учреждения города Москвы «Московский аналитический центр в сфере городского хозяйства» (ГБУ «МАЦ»), руководитель Центра управления Комплекса городского хозяйства Москвы. Общественный деятель. Член Центрального совета Всероссийского общества изобретателей и рационализаторов.
Член Союза писателей России. Автор книги и одноимённого спектакля «Алчное сердце, или история одной собаки». Член-корреспондент Российской Академии Естественных наук.

## Биография
Родился 10 марта 1964 года. Родители: Отец Балашов Борис Геннадиевич — участник Великой Отечественной войны. Конструктор, кандидат технических наук, Лауреат Государственной премии СССР за разработку современного керамического бронежилета. Мать — Балашова (Комракова) Людмила Ивановна, домохозяйка. Женат, пятеро детей.
1981 год — закончил физико-математическую школу № 179.
1987 год — закончил Московский ордена трудового Красного Знамени инженерно-физический институт (МИФИ). По распределению работал младшим научным сотрудником в Третьем Центральном Научно-Исследовательском Институте Министерства Обороны СССР.
1988 год — окончил институт молодежи Госкомтруда СССР (сегодня — Московский Гуманитарный Университет).
18 марта 1990 год избран депутатом Моссовета 21 созыва по 171 избирательному округу.
1990 год — избран Председателем Московской Городской Межведомственной Комиссии по делам несовершеннолетних. Занимался профилактикой преступности, беспризорности, алкоголизма и наркомании среди несовершеннолетних и защитой их прав.
1991 год — работал заместителем председателя комитета по делам молодежи исполкома Моссовета, первом государственном органе, отвечающем за реализацию молодежной политики в Москве и созданном по инициативе Моссовета.
В 2002 году защитил кандидатскую диссертацию по юриспруденции.

### Депутат Московской городской Думы (1993—2005)
Первый созыв (1993—1997). 12 декабря 1993 года победил на выборах по 22-му округу города Москвы. Инициирована городская государственная межведомственная профилактическая программа «Дети улиц» на основе созвучной программы ЮНЕСКО «Street and Walking children».
Второй созыв (1997—2001). На выборах в МГД 1997 года снова баллотировался по 22-му избирательному округу. Инициирована городская благотворительная программа «Ветеранам Великой Отечественной войны от благодарных потомков».
Третий созыв (2001—2005). Председатель Комиссии по науке и технологиям. Московской городской Думой принят Закон «Об инновационной политике» (N 45 от 7 июля 2004).
С марта 2006 года Евгений Балашов заместитель директора департамента государственной инновационной и научно-технической политики в Министерстве образования и науки России. Курировал вопросы развития инновационной системы России — технопарки, бизнес-инкубаторы, венчурные фонды и пр. Отвечал за разработку постановления правительства России «о важнейших инновационных проектах государственного значения», которых было 13. Координировал организационные работы по развитию наукоградов России. При непосредственном участии Евгения Балашова городу Троицку был присвоен статус наукограда.
С декабря 2007 года заместитель руководителя департамента науки и промышленной политики Правительства Москвы. Отвечал за разработку первой программы развития инновационной системы города Москвы. В программу были включены такие важные направления, как "Территории инновационного развития «Москвич» — на базе завода «Москвич», «Биотехнологии» на базе биофакультета МГУ и ВИЛАР, «Химические технологии» на базе НИИ пластмасс — всего 15 направлений. Вторая важная тема, которой руководил Евгений Балашов — программа НИОКР Москвы. Удалось достичь результатов в таких важных областях, как получение биотоплива из соломы.
С 2010 года генеральный директор Технопарка «Сколково».
В ноябре 2010 года назначен Мэром Москвы Сергеем Собяниным руководителем департамента науки и промышленной политики Москвы.
В этом качестве подготовил проект государственной программы «Москва — инновационная столица России».
В декабре 2015 года назначен заместителем Председателя Правительства Иркутской области, руководителем представительства Правительства Иркутской области при Правительстве Российской Федерации.
С 2019 года возглавил в качестве руководителя Государственное бюджетное учреждение города Москвы «Московский аналитический центр в сфере городского хозяйства» (ГБУ «МАЦ»).
С 2022 года руководитель Центра управления Комплекса городского хозяйства Москвы.

## Награды
- Медаль «300 лет Российскому флоту», 1996;
- медаль "В память 850-летия Москвы, 1997;
- почетный знак «За заслуги в развитии физической культуры и спорта», 2001;
- медаль «200 лет МВД России», 2002;
- медаль «За боевое содружество», 2003;
- медаль «В память 300-летию Санкт-Петербурга», 2005;
- почетный знак Московской городской Думы «За заслуги в развитии законодательства и парламентаризма», 2009;
- медаль «За воинскую доблесть» 1 степени (министерства обороны Российской Федерации), 2011;
- памятная медаль Росвоенцентра России «Патриот России», 2016;
- знак общественного поощрения губернатора Иркутской области «80 лет Иркутской области», 2017;
- почетная грамота министра обороны Российской Федерации, 2021;
- благодарность мэра Москвы, 2023;
- кортик «НОВОРОССИЯ», 2024;
- знак отличия «За безупречную службу городу Москве» XXX лет, 2024